# Deian Boldor
Deian Boldor (n. 3 februarie 1995, Timișoara, România) este un fotbalist român liber de contract, care joacă pe post de fundaș. Pe plan internațional, are prezențe la națională pentru România Sub-17 și România Sub-21. A reprezentat România pe plan internațional la categoriile U17 și U21.